# Выборгское римско-католическое кладбище
Выборгское римско-католическое кладбище — первое в Санкт-Петербурге кладбище католической общины, существовавшее с 1856 по 1939 год. Было устроено в Выборгской части на бывшем Куликовом поле, которое до середины XIX века имело преимущественно сельскохозяйственное назначение. В церковных и светских документах конца XIX века в основном именовалось кладбищем Св. Марии, поскольку в 1879 году на кладбище был освящён Храм Посещения Пресвятой Девой Марией Елизаветы. Впоследствии в крипте храма было произведено несколько десятков захоронений.
Самое большое из всех католических кладбищ, когда-либо существовавших на территории современной России; на кладбище было произведено около 40 тысяч захоронений. Большинство похороненных — поляки и белорусы. Последнее захоронение произведено в 1928 году. Ликвидировано постановлением президиума Ленсовета от 22 октября 1939 года. Практически все намогильные памятники были уничтожены к началу 1950-х годов, элементы этих памятников использовались в хозяйственных целях преимущественно для мощения дорог. К настоящему времени бо́льшая часть территории кладбища занята промышленно-хозяйственными зданиями и сооружениями, сохранились только два надгробия.

## История

### До 1917 года

#### Учреждение

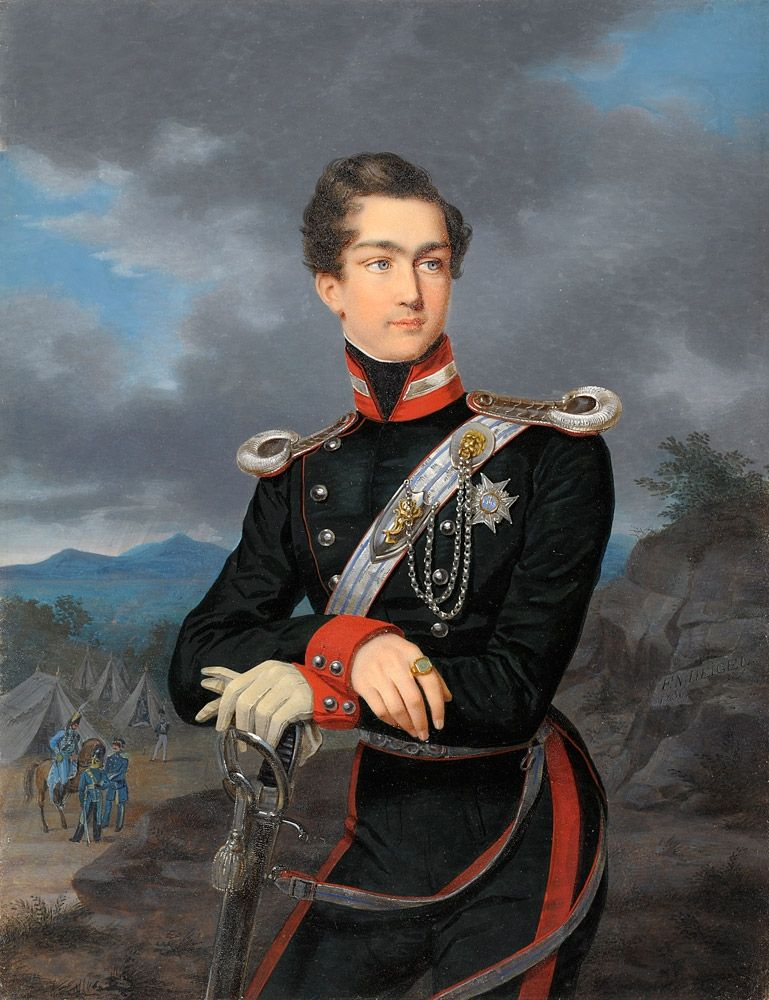
Максимилиан Лейхтенбергский

В первой половине XIX века вопрос об устройстве в Петербурге обособленного католического кладбища неоднократно ставился представителями католического духовенства перед высшими государственными установлениями. Актуальность этого вопроса была обусловлена значительным ростом численности петербургской католической общины: в середине XVIII века она насчитывала около 2 тысяч человек, к концу этого века — 6—8 тысяч, а к середине XIX века — уже около 30 тысяч. В конце XVIII столетия число погребений католиков составляло 50—60 в год, эти погребения согласно законодательству производились на лютеранских кладбищах, что сопровождалось соответствующими трудностями исполнения католических обрядов.
Деятельное содействие решению вопроса устройства кладбища оказывал самый высокопоставленный в то время католик Российской империи — герцог Максимилиан Лейхтенбергский, женатый на дочери императора Николая І великой княгине Марии Николаевне. Герцог непосредственно ходатайствовал перед Николаем I об устройстве кладбища. В ноябре 1854 года была образована комиссия для составления предположений об увеличении существующих и учреждении новых кладбищ в Санкт-Петербурге. В 1855 году комиссия представила генерал-губернатору Санкт-Петербурга П. И. Игнатьеву предположение об отводе участка под католическое кладбище на Куликовом поле Выборгской части города. Генерал-губернатор одобрил предположение и направил документы на заключение главноуправляющему путями сообщения и публичными зданиями графу П. А. Клейнмихелю. Тот согласился с отводом участка и передал документы министру внутренних дел графу С. С. Ланскому. Последний поддержал ходатайство и представил доклад на высочайшее усмотрение. Длительная переписка и дискуссии по этой теме завершились 20 января 1856 года, когда император Александр II наложил резолюцию «исполнить» на докладе С. С. Ланского, повелев тем самым выделить для устройства кладбища земельный участок на Куликовом поле Выборгской части, которое имело преимущественно сельскохозяйственное назначение. Распоряжением декана Юзефа Максимилиана Станевского 6 февраля 1856 года был образован особый комитет по устройству кладбища «из благонамеренных прихожан». Руководителем комитета стал иеромонах храма Св. Екатерины Доминик Лукашевич, собиравший с 1839 года пожертвования на устройство кладбища, всего им было собрано более 60 тысяч рублей.

#### Особенности
Территория кладбища площадью 109 тысяч квадратных метров в плане представляла собой трапецию, боковые стороны которой имели длину 582 метра и 580 метров, основания — 213 метров и 166 метров. 16 мая 1856 года кладбище было освящено администратором Могилёвской архиепархии Антонием Фиалковским. В первые же годы существования кладбища на его территорию были перенесены десятки захоронений с других кладбищ Петербурга, в основном — с Волковского лютеранского и Смоленского лютеранского, поскольку на этих кладбищах допускалось захоронение католиков.
Общая сумма затрат на устройство кладбища и строительство часовни и служебных зданий составила около 150 тысяч рублей. В 1859 году на кладбище была освящена часовня, позже перестроенная в храм Посещения девой Марией Елизаветы, освящённый в 1879 году. Архитектором этих зданий был Н. Л. Бенуа. 14 декабря 1898 года Н. Л. Бенуа был похоронен в семейном склепе без оплаты выделенного для склепа пространства в крипте спроектированного им храма. Через некоторое время после освящения храма кладбище в конце XIX века стало в основном именоваться в церковных и светских документах кладбищем Св. Марии, в честь которой был назван храм.
Начиная с 1871 года Комиссия городской управы по устройству кладбищ неоднократно ходатайствовала о закрытии городских кладбищ, в том числе римско-католического, исходя, в частности, из санитарно-гигиенических соображений, но соответствующие решения не были приняты.
К 1871 году на кладбище было произведено 7905 захоронений, а к 1894 году — уже около 22 000. В начале XX века годовые доходы кладбища составляли от 17 до 20 тысяч рублей, расходы — от 9 до 13 тысяч рублей. До 1903 года кладбищем управляла администрация прихода храма Св. Екатерины, в начале 1903 года был образован приход Храма Посещения Пресвятой Девой Марией Елизаветы и кладбище перешло в ведение причта этого прихода.

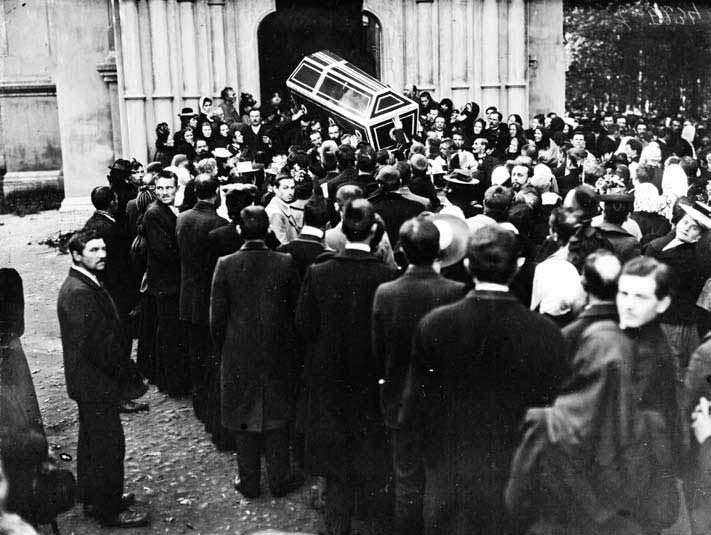
Перезахоронение праха митрополита Казимира Дмоховского, 1901 год

В 1905 году католическое духовенство ходатайствовало о прирезке к кладбищу дополнительного участка, но Городская дума в этом отказала, поскольку ранее ею было принято решение о постепенном закрытии существующих в черте города кладбищ. В 1908 и 1911 годах администрация кладбища просила о прирезке к нему участка бывшего Холерного кладбища, расположенного чуть севернее католического, но получала отказы.
В 1912 году захоронения на кладбище были ограничены в связи с его заполнением и устройством католического участка на Успенском кладбище. К этому времени на кладбище было произведено около 40 тысяч захоронений, примерно четвертую часть погребённых составляли иностранцы. В национальном составе похороненных преобладали поляки и белорусы, относительно большие группы составляли немецко-, франко- и италоязычные католики, а также литовцы и латыши. Кладбище — самое большое из всех католических кладбищ, когда-либо существовавших на территории современной России.
В первые годы существования кладбища к нему со стороны Невы вела только Старо-Муринская дорога, участок которой пролегал вдоль восточной границы кладбища. Эта дорога в 1871 году была переименована в Арсенальную улицу. В начале XX века к Арсенальной улице на участке восточной границы кладбища примкнула Минеральная улица, а вдоль западной границы пролегла Успенская улица.

#### Участки

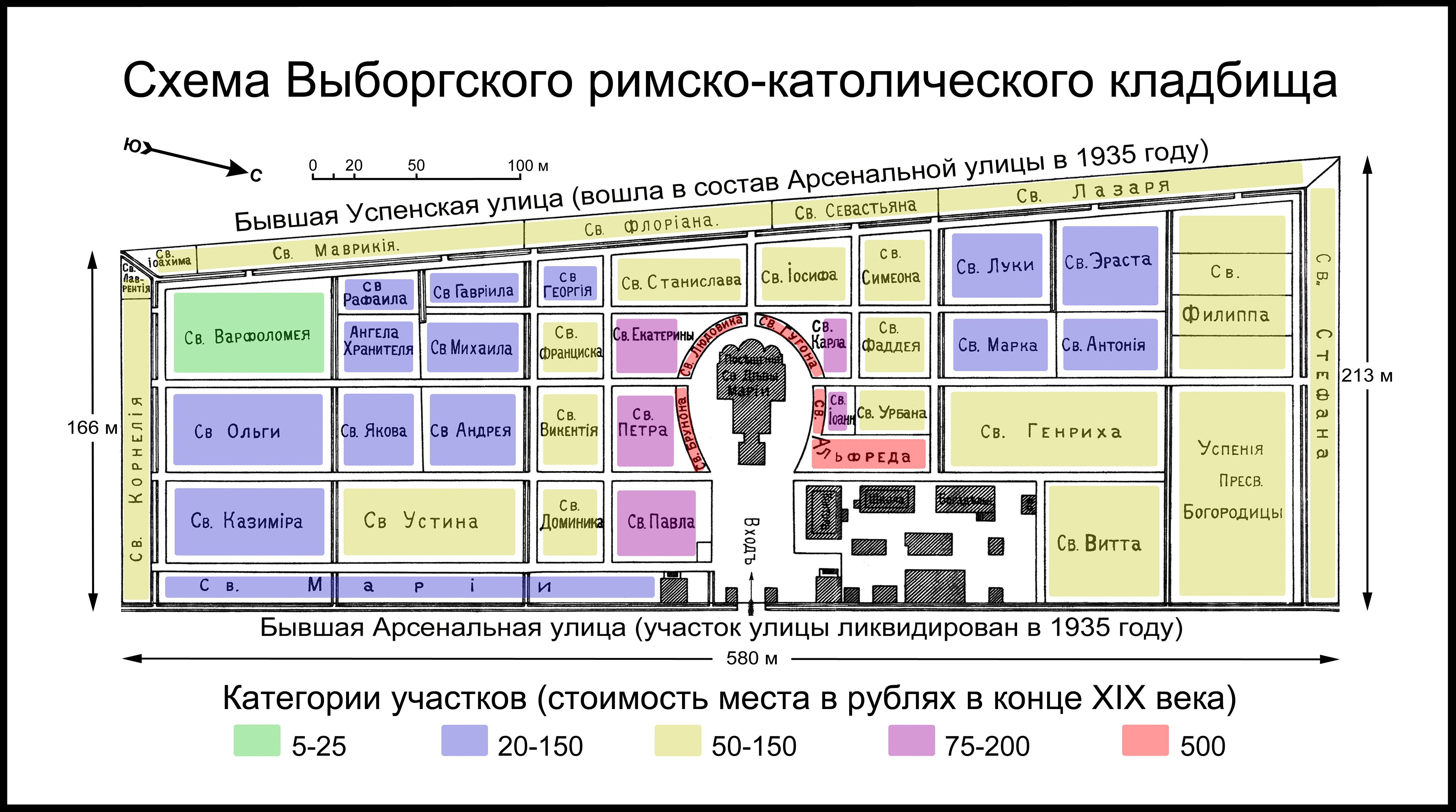
Схема кладбища

Митрополит Антоний Фиалковский 6 июля 1873 года поручил «разделить кладбище, на кварталы, с определением цены каждого, а бедным бесплатно». Однако по ряду свидетельств такое разделение было произведено уже при открытии кладбища.
Территория кладбища была поделена на 45 участков, категория каждого из которых определялась в основном расстоянием до храма, располагавшегося в центре кладбища. Цена места составляла от 5 до 500 рублей, в крипте храма — 2000 рублей. Неимущие и солдаты могли быть бесплатно похоронены на периферийных участках. Указанные цены не распространялись на священнослужителей, захоронение которых производилось, в зависимости от их ранга, в крипте или на ближайших к храму участках бесплатно. В 1873—1875 годах для захоронения священников были выделены первые ряды на прилегающих к храму участках святых Брунона, Людовика, Гугона и Альфреда. В эти же годы все участки кладбища были благоустроены, дорожки были утрамбованы и отремонтированы, вдоль них были высажены деревья. Места, занятые могилами, за которыми длительное время не было ухода, использовались повторно.

### После 1917 года
В 1918 году в связи с переполнением кладбище было закрыто для новых захоронений решением митрополита Эдуарда фон Роппа, однако после этого несколько десятков умерших были похоронены в братских могилах. Решение митрополита не вступило в силу в связи с изменением порядка управления кладбищем. Согласно декрету Совнаркома «О кладбищах и похоронах» от 7 декабря 1918 года все кладбища, а также организация похорон поступили «в ведение местных Совдепов». В соответствии с этим декретом в Петросовете была образована Постоянная комиссии по национализации кладбищ, и с 1 февраля 1919 года кладбище поступило в ведение Комиссариата внутренних дел Петроградской трудовой коммуны. При этом передаче подлежали все без исключения материальные ценности, включая не только недвижимое имущество, но и инвентарь. В сентябре 1920 года в Комиссию по национализации кладбищ поступили жалобы, в которых указывалось о разорении на кладбище могил и памятников, надругательстве над останками, загрязнении могил объедками и экскрементами, использовании часовен для распутства.

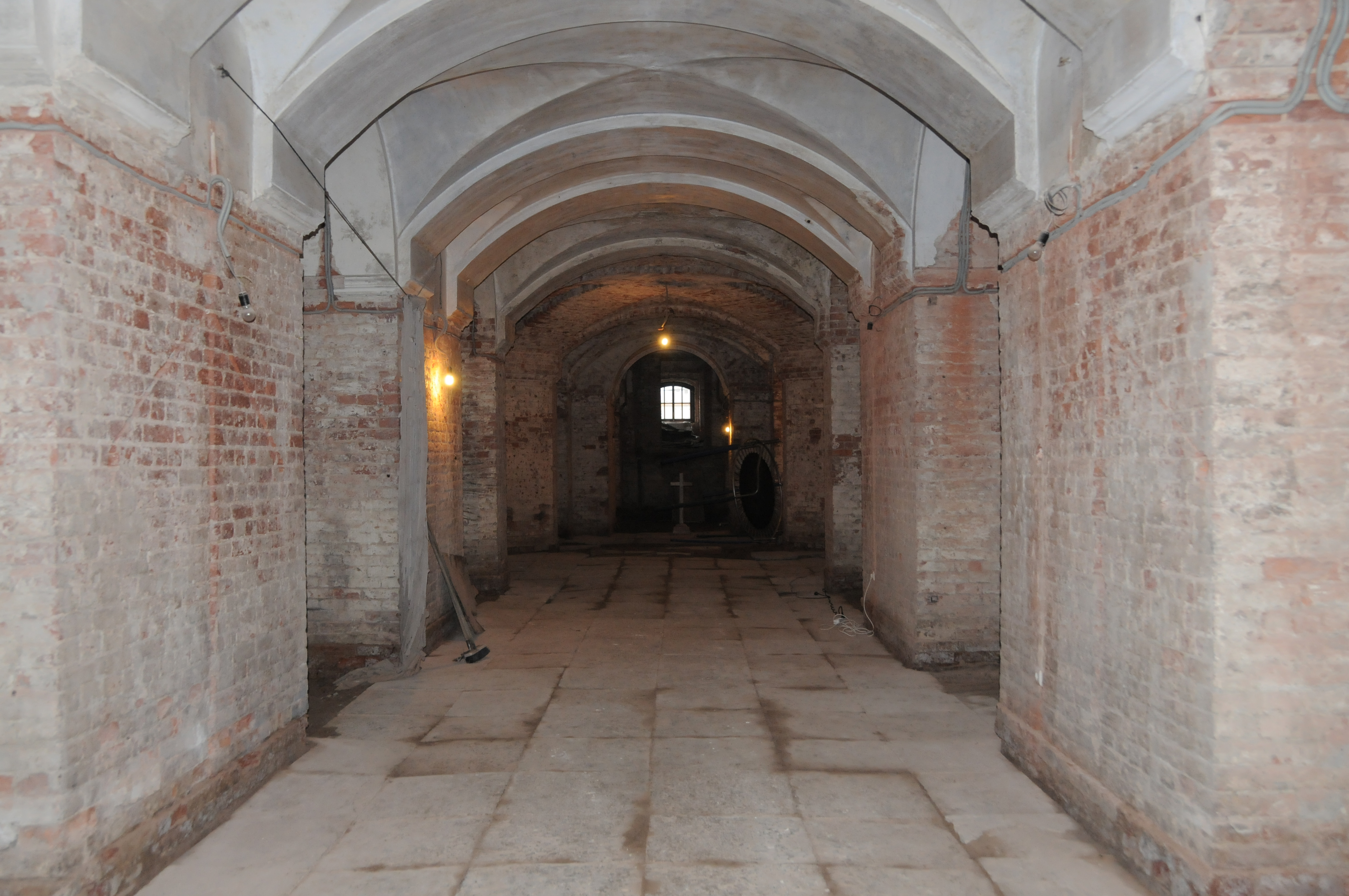
Крипта, март 2017 года

К 1920 году в крипте кладбищенского храма, помимо постоянных захоронений, находилось около 100 металлических гробов с прахом покойных. Эти гробы во время Первой мировой войны помещались в крипту в ожидании возможности отправки в Польшу для захоронения после завершения военных действий. В дальнейшем такой возможности препятствовала Гражданская война. В июне 1920 года все металлические гробы были извлечены из крипты вооружённым отрядом большевиков и перевезены на Успенское кладбище. На этом кладбище гробы были вскрыты и содержащиеся в них останки были переброшены лопатами в деревянные ящики и закопаны в общей могиле. Лишь в нескольких случаях родственникам покойных удалось получить их останки для отдельного захоронения в результате взяток командиру отряда. Основанием для таких действий отряда была потребность Красной армии в металлических гробах для перевозки к местам захоронения останков погибавших на фронтах гражданской войны представителей начальствующего состава.
Связанные с управлением кладбищем конфликты представителей духовенства с должностными лицами органов советской власти продолжались в течение нескольких лет. Причинами конфликтов, в частности, являлись решения органов советской власти о новых захоронениях «в порядке исключения». По свидетельству почётного прелата Его Святейшества священника Константина Будкевича, «комиссар за взятки разрешает кого угодно хоронить без церковных обрядов».

#### Закрытие и ликвидация
В 1928 году кладбище было окончательно закрыто. Уже в 1930 году на кладбище наблюдалось множество следов гробокопательства и вандализма по отношению к надгробиям. В 1931—1933 годах через территорию кладбища была проложена Минеральная улица, сведений о глубине дорожного корыта и проведении официальной эксгумации на соответствующей территории кладбища не имеется.
Деятельность расположенного на территории кладбища храма Посещения девой Марией Елизаветы была прекращена с 1 ноября 1938 года постановлением Президиума ВС РСФСР от 7 сентября 1938 года.
Постановлением президиума Ленсовета от 22 октября 1939 года кладбище было ликвидировано. Этим же постановлением было подтверждено решение президиума Красногвардейского райсовета от 14 мая 1939 года о ликвидации на кладбище всех могильных сооружений.
В процессе ликвидации кладбища с марта 1940 года памятники использовались для получения мраморной крошки и щебёнки, намогильные плиты — для устройства тротуаров, металлические элементы могил сдавались в металлолом. К началу 1950-х годов практически все намогильные памятники были уничтожены. К концу 1970-х годов бо́льшую часть территории кладбища заняли промышленно-хозяйственные здания и сооружения.

#### Перенос захоронений
Несколько захоронений и надгробий с 1928 по 1940 год были перенесены на другие кладбища. При этом были случаи как переноса захоронения без надгробия (К. К. Данзас), так и переноса надгробия без захоронения (И. П. Мержеевский). На другие кладбища были перенесены следующие захоронения.
- Бозио, Анджолина.
- Борковский, Иван Фомич.
- Бруни, Фёдор Антонович.
- Данзас, Константин Карлович.
- Ключинский, Викентий.
- Краевский, Владислав Францевич.
- Премацци, Луиджи.
- Ячевский, Леонард Антонович.

#### После 2002 года

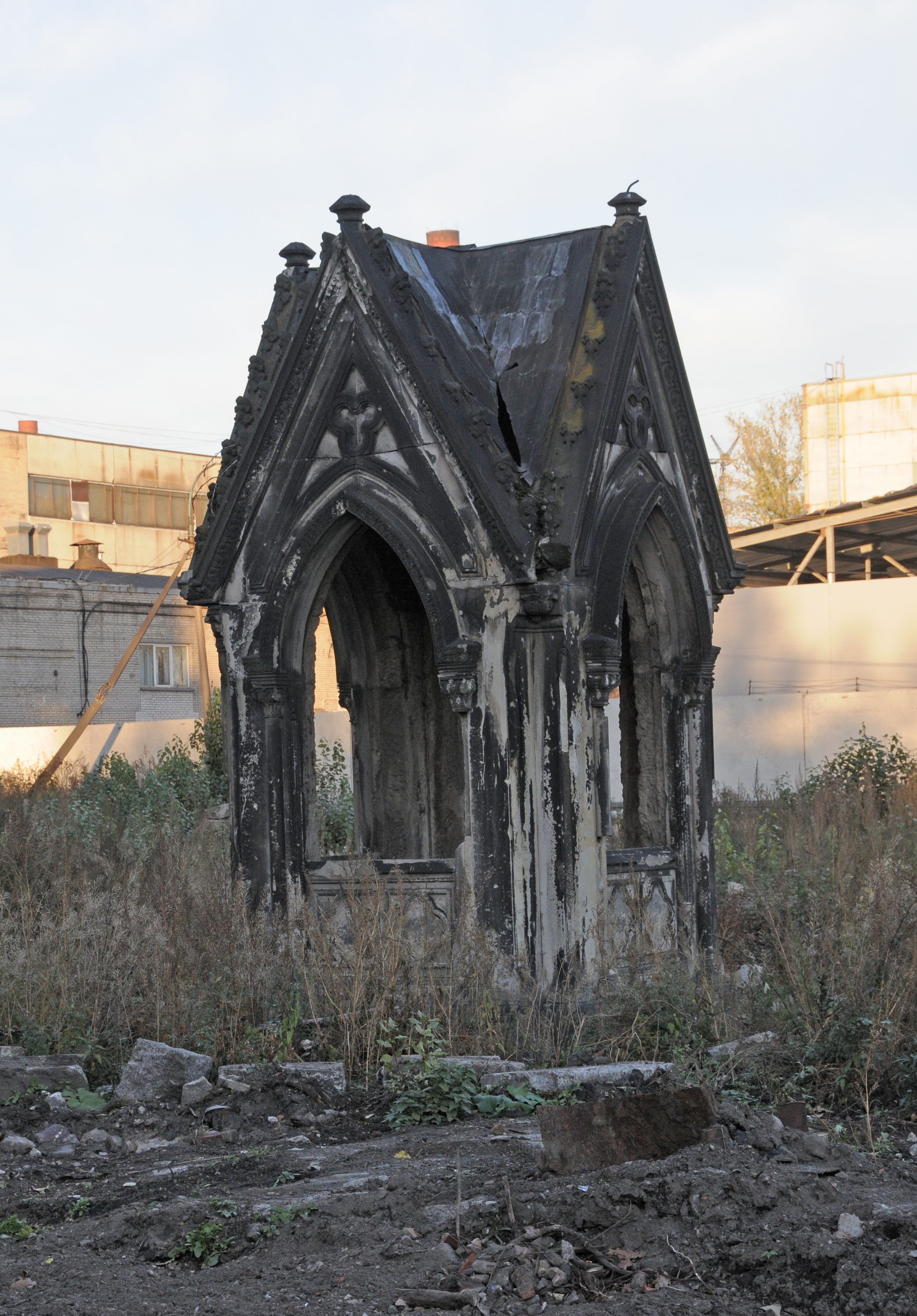
Надгробие А. К. Красовского
59°57′58″ с. ш. 30°22′13″ в. д.HGЯO
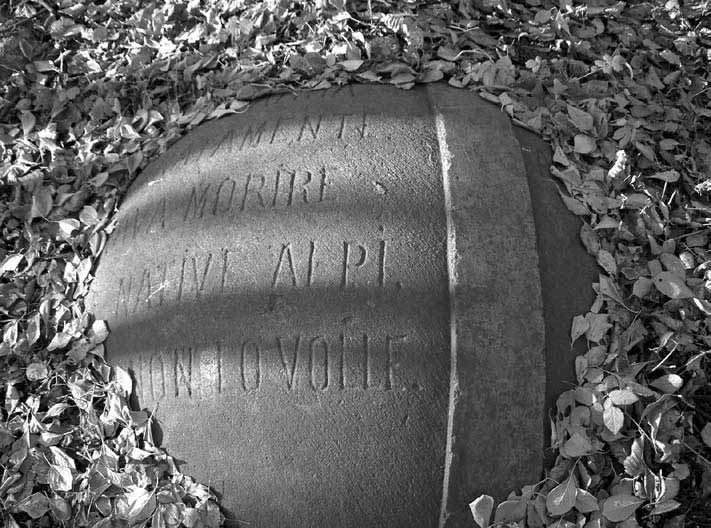
Сброшенная с пьедестала часть надгробия И. Х. Дациаро
59°57′57″ с. ш. 30°22′07″ в. д.HGЯO

15 декабря 2002 года было принято судебное решение о передаче здания храма в пользование католической общине. Договоры о безвозмездном пользовании и о сдаче-приёмке здания были подписаны Комитетом по управлению городским имуществом и общиной соответственно 7 и 9 апреля 2004 года. Приходу в безвозмездное пользование была передана примыкающая к храму территория площадью 33 762 м², включающая бывшие кладбищенские участки святых Брунона, Павла, Петра, Викентия и Доминика. В одной из часовен, находящихся у бывшего входа на кладбище, планировалось устроить колумбарий.
К настоящему времени сохранилось только надгробие в форме часовни высотой около 5 метров, установленное на могиле профессора архитектуры, тайного советника А. К. Красовского (1817—1875). Это надгробие расположено на территории прихода, к нему имеется свободный доступ. На недоступном для свободного посещения земельном участке сохранился также конструктивный элемент ещё одного надгробия — гранитный шар диаметром около одного метра, видимая часть которого выступает над уровнем земли в форме сегмента сферы с надписью на итальянском языке. В 2021 году группой исследователей было установлено, что до разорения кладбища этот шар являлся частью надгробия владельца магазина эстампов Иосифа (Джузеппе) Дациаро (1806—1865).
В 2019 году археологической экспедицией было заложено два разведочных шурфа на участках святых Петра и Павла. В результате были обнаружены два ранее разрушенных основательных склепа. Толщина техногенных напластований, сформировавшихся над ними во второй половине XX века, составила 0,70—0,90 м.

## Сведения о похороненных на кладбище
К настоящему времени книги кладбищенской конторы не обнаружены и, скорее всего, они утрачены безвозвратно. Частично сохранились метрические книги Санкт-Петербургского (Петроградского) деканата об умерших, похороненных на кладбище. Часть таких книг за период с 1887 по 1903 год с перерывами хранится в Центральном государственном историческом архиве Санкт-Петербурга, часть — в Национальном историческом архиве Беларуси. Некоторые сведения о похороненных имеются в делах других архивных учреждений. В издании «Петербургский некрополь» имеются сведения о примерно полутора тысячах захороненных на кладбище дворянах, представителей духовенства и купечества, а также некоторых выдающихся лиц других сословий. В 2010 году был опубликован документ, обобщающий информацию о похороненных на кладбище, имеющуюся во всех вышеперечисленных источниках (5731 запись). Среди этих записей автор выделил несколько десятков высокостатусных лиц, перечень которых с указанием фамилий и инициалов явился основой представленных ниже списков. В эти списки не включены лица, полное именование которых установить не удалось.

### В крипте храма
- Бенуа, Николай Леонтьевич (1813—1898) — архитектор.
- Борковский, Иван Фомич (1831—1917) — генерал от инфантерии.
- Дзевалтовский-Гинтовт, Александр Казимир (1821—1889) — митрополит, архиепископ Могилевский.
- Головинский, Игнатий (1807—1855) — митрополит, архиепископ Могилевский.
- Дмоховский, Казимир (1780—1851) — митрополит, архиепископ Могилевский.
- Ивашкевич, Георгий (1819—1875) — суффраган Могилевский.
- Клопотовский, Болеслав Иероним (1848—1903) — митрополит, архиепископ Могилевский.
- Ключинский, Викентий (1847—1917) — митрополит, архиепископ Могилевский.
- Козловский, Симон Мартин (1819—1899) — митрополит, архиепископ Могилевский.
- Лукашевич, Доминик (†1876) — приор Петербургского конвента ордена проповедников.
- Потоцкий, Болеслав Станиславович (1805—1893) — граф, обер-шенк.
- Потоцкий, Лев Северинович (1789—1860) — граф, дипломат, действительный тайный советник.
- Потоцкий, Станислав Станиславович (1787—1831) — граф, генерал-майор, генерал-адъютант, тайный советник, обер-церемониймейстер.
- Потоцкий, Станислав Щенсный (1753—1805) — военный и политический деятель Речи Посполитой, генерал русской службы.
- Сабир, Иосиф Иосифович (1777—1864) — генерал-майор.
- Серра-де-Каприола, Антонио Мореско (1750—1822) — герцог, дипломат.
- Станевский, Юзеф Максимилиан (1795—1871) — суффраган Могилевский.
- Фиалковский, Антоний (1797—1883) — митрополит, архиепископ Могилевский.
- Ячевский, Леонард Антонович (1858—1916) — геолог.

### На открытых участках
- Августинович, Октавий Петрович (†1886) — генерал-лейтенант.
- Анкудович, Викентий Александрович (1792—1856) — математик.
- Арцимович, Виктор Антонович (1820—1893) — губернатор, сенатор.
- Бентковский, Карл Феликсович (1820—1901) — инженер путей сообщения, тайный советник.
- Бозио, Анджолина (1830—1859) — оперная певица.
- Бонафеде, Леопольд Петрович (1833—1878) — художник-керамист, химик.
- Бонафеде, Юстиниан Петрович (1823—1866) — профессор мозаики.
- Бржозовский, Евгений Феликсович (1858—1907) — архитектор.
- Бруни, Фёдор Антонович (1799—1875) — художник.
- Врублевский, Антоний (†1875) — прелат.
- Вылежинский, Бронислав Титович (1840—1895) — инженер-технолог, профессор, действительный статский советник.
- Гезен, Август Матвеевич (1841—1892) — действительный статский советник.
- Гильфердинг, Фёдор Иванович (1798—1864) — дипломат, сенатор, тайный советник.
- Главач, Войтех Иванович (1849—1911) — дирижёр, органист-виртуоз.
- Глезмер, Станислав Петрович (1853—1916) — промышленник, член Государственного совета.
- Гурко, Иосиф Александрович (1782—1857) — генерал-лейтенант, действительный тайный советник.
- Данзас, Константин Карлович (1801—1870) — секундант А. С. Пушкина, генерал-майор.
- Данилло, Станислав Никодимович (1849—1897) — психиатр, невропатолог, токсиколог.
- Дациаро, Иосиф Христофорович (1806—1865) — первый в России частный издатель высококачественной художественной полиграфической продукции.
- Дерфельдт, Антон Антонович (1810—1869) — военный дирижёр и композитор.
- Добровольский, Франциск (†1893) — петербургский декан.
- Евневич, Ипполит Антонович (1831—1903) — профессор.
- Ивановский, Антон Доминикович (1823—1873) — профессор, богослов.
- Иодкевич, Зенон (1815—1896) — прелат Тираспольский.
- Карлович, Владислав-Фома Михайлович (1834—1892) — генерал-майор.
- Клевщинский, Антон Антонович (1845—1902) — академик архитектуры.
- Краевский, Владислав Францевич (1841—1901) — статский советник, врач, методист физической культуры.
- Красовский, Аполлинарий Каэтанович (1817—1875) — тайный советник, профессор архитектуры.
- Кросновский, Марианн Альбертович (1831—1891) — действительный статский советник, профессор.
- Крынский (Кринский), Платон Яковлевич (1806—1878) — генерал-лейтенант.
- Кучевский, Мартын Альбертович (1817—1888) — генерал-лейтенант.
- Литвинович, Александр (1796—1860) — прелат.
- Лыщинский, Анзельм Амвросиевич (1803—1868) — генерал-майор.
- Маевский, Карл Яковлевич (1824—1897) — тайный советник, инженер-архитектор.
- Мержеевский, Иван Павлович (1838—1908) — тайный советник, психиатр и невропатолог.
- Мощицкий, Доминик (1800—1875) — прелат Минский.
- Новицкий, Антон Юлианович (1833—1900) — тайный советник, инженер-механик, архитектор.
- Плавский, Александр Михайлович (1807—1884) — сенатор.
- Плюшар, Адольф Александрович (1806—1865) — издатель.
- Поплавский, Иван Варфоломеевич (1822—1893) — действительный статский советник.
- Премацци, Луиджи (1814—1891) — художник-акварелист.
- Пуни, Цезарь (1802—1870) — композитор.
- Равич, Иосиф Ипполитович (1822—1875) — действительный статский советник, ветеринар.
- Раселли, Станислав Францевич (†1907) — тайный советник.
- Раселли, Франц Иванович (1807—1883) — тайный советник, горный инженер.
- Ронкони, Феличе (1811—1875) — оперный певец и музыкальный педагог.
- Рост, Софья (урожденная Тер-Рееген; в первом браке Гебгардт; 1813—1887) — российская предпринимательница голландского происхождения, основательница первого зоосада в Петербурге (ныне Ленинградский зоопарк).
- Рудзкий, Александр Фелицианович (1838—1901) — заведующий кафедрой Лесного института.
- Симашко, Юлиан Иванович — писатель, педагог, действительный статский советник.
- Фейхтнер, Константин Константинович (†1877) — тайный советник.
- Флери, Виктор Иванович (1800—1856) — статский советник, сурдопедагог.
- Чиарди, Чезаре (1818—1877) — флейтист-виртуоз, композитор.
- Шарлемань, Адольф Иосифович (1826—1901) — художник.
- Шарлемань, Иосиф Иванович (1782—1861) — архитектор.
- Шарлемань, Иосиф Иосифович (1824—1870) — архитектор, художник.
- Яницкий, Константин Францевич (1817—1875) — действительный статский советник, флагманский доктор Балтийского флота.
- Ястржембёвский, Роман Феофилович (1834—1889) — прелат.